# Hala Mędralowa

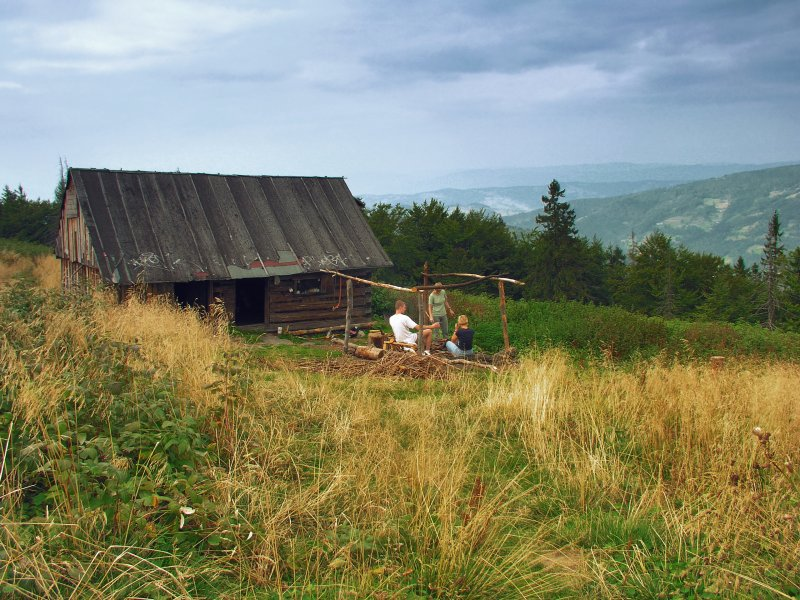
Szałas na Hali Mędralowej

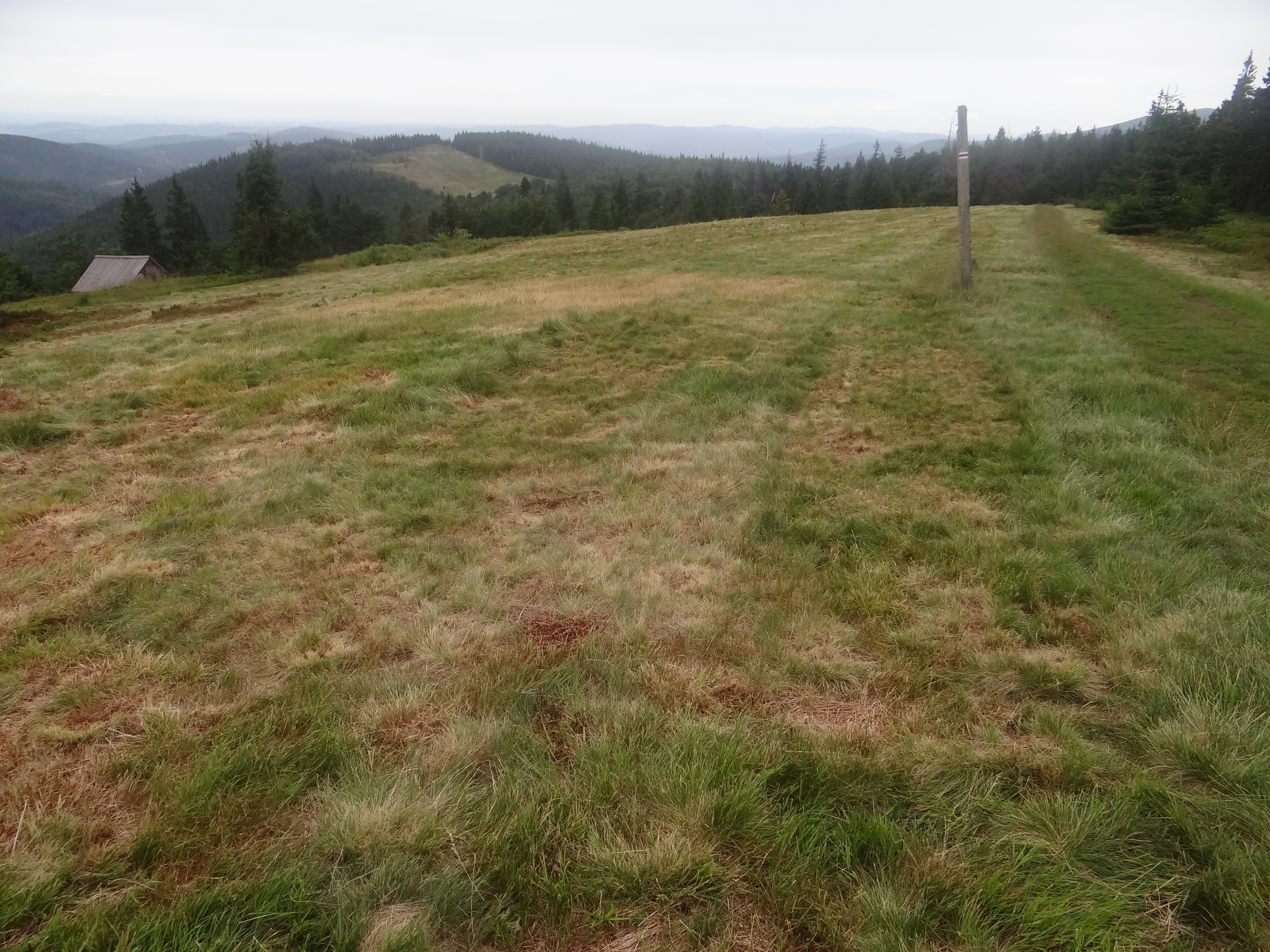
Hala Mędralowa i widok na Magurkę z Halą Kamińskiego

Hala Mędralowa – polana na Mędralowej (1169 m) w Paśmie Mędralowej w Beskidzie Żywiecko-Orawskim. Polana zajmuje wierzchołkowe partie i północne stoki grzbietu Mędralowej i Kolistego Gronia. Obecna nazwa polany pochodzi od nazwiska Mędrala, które jest częste w miejscowościach Przyborów i Koszarawa, położonych u podnóży Mędralowej. Wcześniej polana była zwana również Wielkim Jałowcem. Nazwa hala nie ma nic wspólnego z halą w sensie botanicznym, a jedynie w rozumieniu pasterskim, halą jako terenem wypasu owiec i funkcjonowania szałasu.
Hala Mędralowa dawniej tętniła życiem pasterskim. Była intensywnie wypasana jeszcze na początku lat 1990. Stało na niej kilka szałasów. Przetrwał jeden, który utrzymany jest w bardzo dobrym stanie (m.in. również dzięki społecznemu zaangażowaniu turystów i przewodników beskidzkich). Można w nim znaleźć schronienie przed deszczem, a w razie potrzeby również przenocować. Z powodów ekonomicznych pasterstwo na wysoko położonych polanach górskich stało się nieopłacalne i obecnie Hala Mędralowa nie jest już wypasana. Jeśli nie zostaną podjęte przeciwdziałania (koszenie, usuwanie zadrzewień), podzieli los wielu innych polan beskidzkich, które już zarosły, lub zarastają lasem. Ostatnio rozpoczęto koszenie tej polany.
Hala Mędralowej jest dobrym punktem widokowym. Panorama widokowa obejmuje szczyty Beskidu Śląskiego, Beskidu Małego od Magurki Wilkowickiej po Łamaną Skałę i Leskowiec, Pasmo Pewelskie i Laskowskie, pobliski Kolisty Groń, Czerniawę Suchą i Jałowiec, Pasmo Babicy, Lanckorońską Górę, Koskową Górę i Pasmo Policy. Na polanie resztki okopów niemieckich z II wojny światowej.
Hala znajduje się w granicach miejscowości Przyborów w województwie śląskim, w powiecie żywieckim, w gminie Jeleśnia.